# Van morir amb les botes posades
Van morir amb les botes posades (títol original en anglès, They Died with Their Boots On) és un western estatunidenc de Raoul Walsh, estrenat el 1941. Es tracta d'una biografia novel·lada del general George Armstrong Custer, figura llegendària als Estats Units. Ha estat doblada al català.

Pòster de la pel·lícula

## Argument
Pitjor cadet de l'Acadèmia de West Point, Custer destaca tanmateix durant la Guerra de secessió nord-americana de resultes d'un malentès que ha portat un general a signar, per error, una ordre nomenant Custer General, tot i que no és més que un simple tinent destinat a l'Estat Major. Després d'haver interpretat un paper decisiu en la segona batalla de Bull Run, és tanmateix degradat, després deixa l'Exèrcit i es casa. La manca d'acció li pesa i no és dotat pels negocis, torna al servei i és designat al capdavant del 7è de cavalleria, que transforma en regiment d'elit.
Gràcies a aquest èxit, i a la força de dissuasió del seu regiment, aconsegueix fer la pau amb els Sioux de Crazy Horse. Però un home de negocis en la política revifa les guerres índies i aconsegueix desacreditar Custer per una manipulació. Apartat de nou del seu comandament, Custer aconsegueix tanmateix incorporar-se al seu regiment, després que la situació militar s'hagi degradat considerablement després de la seva evicció.
Torna al comandament del 7è de cavalleria però s'adona que els ardits dels traficants han portat que les nacions índies s'unissin en una temible força militar sota l'ordre eficaç de Crazy Horse iniciant la Guerra de les Black Hills. Custer, per sentit del deure, obeeix ordres ineptes que el duen directament a una emboscada organitzada per Crazy Horse i els seus homes, en superioritat aclaparadora. Custer i tots els seus soldats són morts en el curs de la batalla de Little Big Horn, enfront de les tribus índies agrupades.
La història contada per la pel·lícula no té molta relació amb la realitat, sobretot en la seva última part. El comportament, i sobretot les opinions proíndies manifestades per Custer són anacròniques i en cap cas no poden haver estat la d'un oficial superior de la seva època (1876). Tanmateix, la pel·lícula vehicula un missatge bastant clar en la seva data de sortida (1941), és a dir que el valor i la lleialtat són necessari als americans, però que aquests són amenaçats per polítics que fan comerç d'intel·ligència amb l'enemic. En el context d'una guerra que s'acostava, els guionistes i el realitzador, conegut per al seu antinazisme han volgut clarament exaltar els valors americans per preparar els seus compatriotes per a una guerra inevitable.
La pel·lícula narra la vida del general George Amstrong Custer, des la seva entrada com a cadet a l'acadèmia militar de West-Point el 1857, fins a la seva mort a la batalla de Little Big Horn el 24 de juny de 1876. Custer, un jove arrauxat, indisciplinat i amb aires de grandesa, entra a West-Point com si entrés en un parc d'atraccions.
Aviat coneix la disciplina militar i és castigat en nombroses ocasions. El film, però, mostra sempre una visió còmica i de vegades força simplista de la formació castrense. Custer, que enamora a la filla del comandant en cap de l'acadèmia (Olivia De Havilland), és el cadet amb els pitjors resultats de la història del centre, tot i que és el millor genet i un expert en l'art de l'esgrima. Un tipus simpàtic que sap fer-se un lloc “privilegiat” entre els seus companys i que, malgrat la seva valoració, cau en gràcia a alguns comandaments.
En declarar-se la Guerra de secessió, l'exèrcit nordista llicència abans de temps els cadets i Custer és traslladat a Washington, ciutat que està assetjada per l'exèrcit sudista. A Custer se li assigna el comandament d'un regiment de cavalleria. Desobeint les ordres dels seus superiors, aconsegueix refusar l'atac de l'enemic i es guanya el respecte i l'admiració de tothom. Per un error administratiu, és nomenat general i a partir d'aquí, comença construir una imparable carrera militar plena d'èxits bèl·lics, que el converteixen en un heroi mític.
En acabar la guerra el deixen a la reserva, però no suporta la inactivitat i comença a tenir problemes. Un antic company de l'exèrcit li ofereix el lloc de president de la Societat de Ferrocarrils de l'Oest, però només perquè, donada la seva fama d'heroi de guerra, el nom de Custer aportaria molt prestigi a la companyia. Custer se sent profundament dolgut en el seu orgull, perquè només el tenen en compte per la seva fama i s'enfonsa (s'alcoholitza).
La seva dona (Olivia de Havilland) usa la seva influència i aconsegueix que a en Custer el tornin al servei actiu i el destinen a Fort Lincoln (Dakota) per tal que organitzi un exèrcit per a lluitar contra els indis. Un cop al destí, troba una dotació formada per delinqüents, proscrits, alcohòlics, etc. Imposa una forta disciplina i aconsegueix crear el famós Regiment del Setè de Cavalleria. Però aviat s'enfronta amb homes de negocis que tenen concedida l'explotació de diferents negocis dins de Fort Lincoln (la cantina, venda d'armes als indis, etc), enfrontament que només li portarà problemes.
Després de diverses batalles reeixides contra els indis Sioux (neix la llegenda del Setè de Cavalleria), pacta amb el seu cap “Caballo Loco” (Anthony Quinn) un acord, segons el qual, els indis estan disposats a deixar les planúries sempre i quan se'ls concedeixi la possessió de les Colines Negres, zona sagrada pels indis. El pacte es fa efectiu però els interessos dels homes de negocis i d'alguns polítics corruptes, que veuen que la presència d'indis limitarà l'afluència de colons i, per tant, dificultarà les possibilitats de negoci, produeix nous enfrontaments amb Custer. Aquests negociants i polítics fan córrer el fals rumor que a les Colines Negres hi ha or. Això produeix una allau de colons a la zona, que crea nous enfrontaments amb els indis, els quals, en veure que no s'ha respectat el pacte, s'aixequen en guerra.
Custer denuncia la traïció davant d'una comissió del Congrés, però és acusat de perjuri. Se’l convoca a un Consell de Guerra i és apartat de l'exèrcit. Però gràcies a la seva habilitat aconsegueix audiència davant del president dels Estats Units, Ulysses S. Grant, el qual li retorna el seu antic càrrec i torna al Fort Lincoln a lluitar contra els indis. Mor lluitant com un heroi romàntic (és l'últim de tots a morir) a la batalla de Little Big Horn el 24 de juny de 1876.
Història típica de l'heroi romàntic, adaptada al mercat cinematogràfic d'Errol Flynn (amb un amor inclòs – Olivia de Havilland– i històries increïbles). Personatge que malgrat la seva inadaptació al món existent i a la seva irreverència, es transforma en un Custer absolutament íntegre i fidel que s'enfronta contra totes les adversitats possibles amb èxit. Fins i tot, en la batalla final, és l'últim en morir, i ho fa plantat, disparant i sol, fins a vessar el seu últim alè, enmig del seu exèrcit totalment derrotat.
Malgrat que la història està creada per al goig dels fans de l'Errol Fynn i de l'Olivia De Havilland (immersos en una història d'amor i amb escenes increïbles d'heroïcitat romàntica), té referències històriques força encertades: West-Point, diverses batalles que s'anomenen, el general Lee, el general Custer, el president Grant, la batalla de Little Big Horn el 24 de juny de 1876, el Fort Lincoln, etc.
Com en la pel·lícula “La missió dels audaços”, també es dona una visió nordista de la Guerra de secessió, però no fan cap referència negativa de l'exercit sudista. Tampoc es parla no es parla profunditat de les causes de la guerra, i el tema de l'esclavisme, ni es toca (en alguna escena surten esclaus, però són “els bons esclaus”: l'esclavisme és vist com una cosa “natural” tant pel nord com pel sud).
Pel·lícula que donada l'època que es va realitzar (1941), és sorprenent per dos motius. El primer, per la crítica oberta que es fa de la classe política i dels homes de negocis que s'aprofiten de la feblesa econòmica de l'Estat després de la guerra, i com s'enriqueixen a costa de vendre armes als indis. I el segon, pel tracte que reben els indis: es reconeix que van sofrir una veritable invasió fent-los fora injustament dels seus territoris, massacrant-los, i com se’ls va trair a causa dels interessos expansionistes dels blancs.

## Consideracions històriques
- Es parla de la guerra com una “guerra civil”, el motiu de la qual és el trencament de la Unió. No es planteja cap altra causa.
- West-Point: acadèmia militar que forma tant als comandaments nordistes com als sudistes. A l'esclatar la guerra, els sudistes renuncien a la formació. En el centre coincideixen el cadet Robert Lee (heroi sudista) i Custer.
- Importància del ferrocarril com a mitjà de transport i com a eina bèl·lica.
- Exèrcit del nord ben organitzat i amb mitjans tècnics moderns: cavalleria, artilleria, binocles, brúixoles, carrabines, etc. A més, disposa d'hospitals ben equipats tant de material com de personal.
- Forta influència de l'església en “la moral” dels estats del nord. Es fa una comparació: mentre els blancs tenen fe en l'església, els negres usen la màgia.
- Visió del “bon esclau”: criada negra, ben alimentada, complaent, no protesta i aconsella a “l'ama”.
- En l'exèrcit del nord hi conviuen soldats de múltiples confessions religioses: tolerància.
- Organització tant summament burocràtica de l'exercit de la Unió, que de vegades els fa cometre errors inexplicables. També compta amb estadistes, estrategs militars, etc. Es dona una visió molt jerarquitzada i planificada. Exèrcit amb molts recursos materials i humans.
- Visió molt romàntica de la guerra: herois, pocs ferits i pocs morts (i quan aquests apareixen, són soldats que moren feliços).
-S egons la pel·lícula, amb la derrota de Lee, finalitza la guerra.
- Planteja el problema de la reinserció dels soldats a la vida civil després de la guerra.
- Visió de les dones sotmeses totalment als desitjos i les necessitats dels seus marits.
- Fort Lincoln (com a centre de formació del Setè de Cavalleria, creat per Custer), situat a Dakota, territori de més de 150.000 km 2  dominat pels indis, sobretot els Sioux i els Pell Rojos.
- En la pel·lícula es parla d'homes de negocis sense escrúpols que s'aprofiten del final de la guerra per a comprar als exèrcits a molt baix cost (l'Estat necessita cobrir les terribles despeses generades per la guerra), estris i armes les quals són venudes als indis.
- La música com a eina per a aixecar la moral a les tropes.
- Es parla de la febre de l'or de l'oest: allau de colons en busca de fortuna que expulsen als indis dels seus territoris.
- Els indis, malgrat ser expulsats dels seus territoris, estan disposats a pactar. Al final són traïts pels polítics i militars. La pel·lícula tracta als indis com les veritables víctimes de la guerra.

## Repartiment
- Errol Flynn: George Armstrong Custer
- Olivia de Havilland: Elizabeth Bacon, després Custer
- Arthur Kennedy: Ned Sharp
- Charley Grapewin: California Joe
- Gene Lockhart: Samuel Bacon
- Anthony Quinn: Crazy Horse
- Stanley Ridges: Major Romulus Taipe
- John Litel: General Phil Sheridan
- Walter Hampden: William Sharp
- Sydney Greenstreet: General Winfield Scott
- Hattie McDaniel: Callie
- Russell Hicks: El coronel del 1r Michigan
- Regis Toomey: Fitzhugh Lee

I, entre els actors que no surten als crèdits :
- Walter Baldwin: Un colon
- Fred Kelsey: el barman del fort Lincoln
- Vera Lewis: La infermera en cap
- Ian MacDonald: Un soldat
- Aileen Pringle: Sra. Sharp
- Eleanor Parker (escenes tallades)
- Hobart Bosworth (Mr. Cartwrigh)

## Al voltant de la pel·lícula
- És la primera de les set pel·lícules que Errol Flynn va rodar sota la direcció de Raoul Walsh.
- És el vuitè i últim film que reuneix la parella Errol Flynn / Olivia de Havilland.
- La pel·lícula és coneguda per haver estat el teatre d'un tràgic accident de rodatge: el fill de Milton J. Budlong, multimilionari pioner del sector de l'automòbil, John Budlong, era figurant acròbata en aquesta pel·lícula quan una fatal coça de cavall el va fer caure sobre el seu propi sabre. L'escena de la batalla de Little Big Horn mostra en principi la càrrega del 7è de cavalleria, reagrupat en quadrat, Custer al capdavant en un cavall blanc, que persegueix un grup d'indis. L'ampliació del pla revela que de fet es tracta d'un parany i que l'exèrcit indi sorgeix de tots els costats alhora i acaba envoltant completament la cavalleria ianqui. Quan s'adona que l'han enredat, Custer tira la brida del seu cavall que s'immobilitza de manera espectacular relliscant sobre les seves potes posteriors.
- Una rèplica de la pel·lícula és coneguda: finalment, el dia abans de la batalla, en el moment en què el 7è de cavalleria fa bivac, Custer s'adona que està envoltat. Un dels seus adjunts li diu que el regiment lluitarà com "verdaders americans", a la qual cosa Custer li respon que "els verdaders americans són darrere els pujols i porten plomes".
- La pel·lícula dona la seva versió d'una anècdota d'altra banda verídica: Com Custer va adoptar la cançó irlandesa Garryowen com a himne del 7è de Cavalleria. Aquesta música és avui represa regularment per nombroses fanfàrries militars americanes.
- A l'encarnació idealitzada i cavalleresca del General Custer descrita en aquesta pel·lícula, s'oposarà aquella clarament menys valoritzadora (per no anomenar carnavalesca) de Richard Mulligan a Petit gran home d'Arthur Penn el 1970. Aquestes dues visions molt contradictòries il·lustren bé la controvèrsia que divideix encara els historiadors sobre la personalitat de Custer, i la seva responsabilitat en la derrota de Little Big Horn. A Petit gran home, al contrari d'aquesta pel·lícula, és el seu menyspreu dels indis i la seva estupidesa que portaran Custer de dret al desastre.